# Bumerang-Drückerfisch
Der Bumerang-Drückerfisch (Sufflamen bursa), auch Weißbauch-Drückerfisch genannt, lebt im westlichen Indopazifik von Ostafrika bis Hawaii, den Marquesas, nördlich bis zum südlichen Japan und südlich bis zum Great Barrier Reef, Neukaledonien, Rapa und Ducie. Er lebt einzeln oder paarweise an versteckreichen Außenriffen unterhalb der Brandungszone in Tiefen von drei bis 90 Metern.

## Merkmale
Die Fische werden 25 Zentimeter lang.- Charakteristisch für den Bumerang-Drückerfische sind zwei gebogene, bräunliche oder gelbliche Linien hinter den Augen und oberhalb der Brustflossen (diese Bänder begrenzen einen hellen, oft weißen Streif und begründen den wissenschaftlichen Gattungsnamen: das sufflamen ist eine Sperrkette am Wagenrad). Die Körperoberseite ist sandfarben bis olivgrün, die Unterseite durch eine dünne, weiße Linie vom Maul bis zum Afterflossenansatz getrennt und weißlich, hellgrau bis hellblau. 
Flossenformel: Dorsale III/27–30, Anale 25–27

## Ernährung
Bumerang-Drückerfische ernähren sich von Algen, Detritus, Fischlaich und bodenbewohnenden Wirbellosen wie Muscheln, Schnecken, verschiedenen Krebstieren, Seescheiden, Stachelhäutern und Würmern.